# 2008 dans la France d'outre-mer
2006 dans la France d'outre-mer - 2007 dans la France d'outre-mer - 2008 dans la France d'outre-mer - 2009 dans la France d'outre-mer - 2010 dans la France d'outre-mer

Chronologie de la France
- 2006
- 2007
- 2008
- 2009
- 2010
- 2011
- 2012
- 2013
- 2014